# IC 2992
IC 2992 је спирална галаксија у сазвјежђу Велики медвјед која се налази на листи објеката дубоког неба у Индекс каталогу.
Деклинација објекта је + 30° 51' 19" а ректасцензија 12h 5m 15,8s. Привидна величина (магнитуда) објекта IC 2992 износи 14,1 а фотографска магнитуда 15,0. IC 2992 је још познат и под ознакама MCG 5-29-8, CGCG 158-14, MK 757, KUG 1202+311, PGC 38277.